# Gheorghe Rașovan
Gheorghe Rașovan (ur. 6 marca 1955 w Gârliște) – rumuński zapaśnik walczący w stylu wolnym. Olimpijczyk z Moskwy 1980, gdzie zajął ósme miejsce kategorii 48 kg.
Zajął piąte miejsce na mistrzostwach świata w 1977. Srebrny medalista mistrzostw Europy w 1977 i 1978 roku.
- Turniej w Moskwie 1980

Pokonał László Bíró z Węgier oraz przegrał z Mahabirem Singhiem z Indii i Janem Falandysem.